# Остров Святого Николая
О́стров Свято́го Никола́я (серб. Острво Свети Никола, Ostrvo Sveti Nikola, Otočić Sveti Nikola) — остров в Адриатическом море, административно располагается в черногорской общине Будва.

## Описание
Остров Святого Николая расположен напротив Будвы, в 1 километре от старого города. Длина острова составляет 2 км, площадь — 36 гектаров. Самая высокая точка на острове — скала, возвышающаяся на 121 м над уровнем моря.
Остров — популярный экскурсионный объект в окрестностях Будвы. На острове расположено три больших песчаных пляжа общей протяженностью 840 м и множество небольших пляжей вокруг острова, до которых можно добраться только на лодке.
В неосвоенной части острова обитают олени.
Местные жители называют остров «Школь» (Školj), это название происходит от слова «Školjka» («школька» — ракушка) из-за своей формы, в то время как молодежь чаще называет его «Гавайи».